# تلمبه شماره ۶۰ شهربابک
تلمبه شماره ۶۰ شهربابک، یک آبادی از توابع بخش مرکزی، شهرستان شهربابک در استان کرمان ایران است.

## جمعیت
این آبادی در دهستان خاتون‌آباد قرار دارد و براساس سرشماری مرکز آمار ایران در سال ۱۳۹۵، جمعیت آن ۳۱ نفر (۱۱ خانوار) بوده‌است.